# Ovidiu Morar
Ovidiu Morar (Prof. dr.) (n. 11 august 1966, Suceava) este un scriitor, eseist și publicist român.
Este profesor universitar doctor la Facultatea de Litere și Științe ale Comunicării a Universității „Ștefan cel Mare” din Suceava, membru al Uniunii Scriitoriilor din România.
Cercetător al avangardelor literare din România și Europa, a prezentat numeroase comunicări pe această temă la colocvii și conferințe internaționale organizate la București, Cluj, Iași, Praga, Ierusalim, Cernăuți, Veneția, Paris, Madrid etc.
Colaborează cu numeroase reviste de profil: „Convorbiri literare", „Poezia", „Viața românească", „Contemporanul", „Euresis", „Observator cultural”, „Apostrof", „Vatra”, „Pro Saeculum", „Hyperion", „Familia", „Bucovina literară", "Philologica Jassyensia", "El genio maligno", "Caietele avangardei", "Caietele Tristan Tzara", "Meridian critic", "Cuvânt românesc".

## Scrieri
- Avatarurile Suprarealismului românesc, Editura Univers, București, 2003;
- Suprarealismul românesc, Editura Tracus Arte, București, 2014[4]

- Avangardismul românesc, Editura Ideea Europeană, București, 2005;
- Scriitori evrei din România, Editura Ideea Europeană, București, 2006; ediția a II-a revăzută și adăugită, Editura Hasefer, București, 2014;
- Ipostaze ale modernismului poetic,Editura Universității "Ștefan cel Mare", Suceava, 2015;
- Literatura în slujba Revoluției, Editura Universității "Al. I. Cuza", Iași, 2016; ediția a II-a, Editura GlobeEdit, 2019.
- O istorie a ateismului, Editura Herald, București, 2018;
- Romanț de dragoste, de moarte etc., Editura Ideea Europeană, București, 2020.
- Ex-centric, Editura Aius, Craiova, 2023; Editura GlobeEdit, 2023.

## Traduceri
John William Draper, Istoria conflictului dintre religie și știință, Editura Herald, București, 2019.  
Henry David Thoreau, Nesupunerea civică și alte scrieri, Editura Herald, București, 2021.  
John Dewey, Cum gândesc oamenii, Editura Herald, București, 2022.   